# 醫療機構

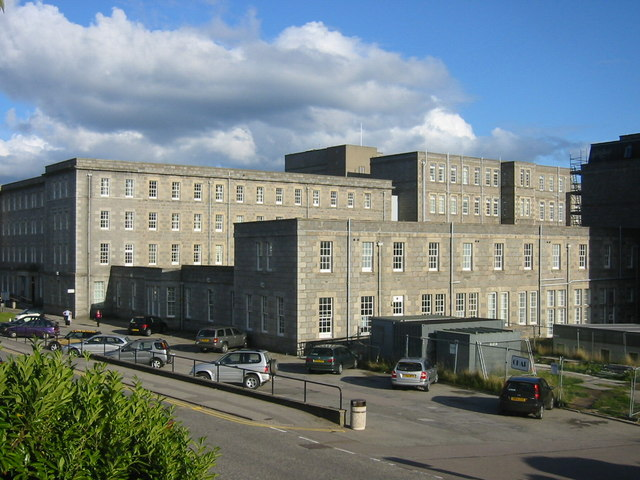
醫療機構

醫療機構是所有提供醫療服務與健康照顧的機構的統稱，如醫學中心、綜合醫院、專科醫院、育嬰院、診所、救護中心、醫療組織等，不論私家或者公立醫院。